# Zawyet al-Maiyitin
Zawyet el-Maiyitin (o Zawyet Sultan o Zawyet el-Amwat) és un llogaret d'Egipte a uns 7 km al sud de la ciutat d'Al-Minya, on hi ha un cementiri cristià i musulmà que és considerat un dels més grans del món.
No lluny del lloc era la ciutat d'Hebenu, capital del nomós XVI de l'Alt Egipte, i es poden veure restes d'una piràmide esglaonada de la dinastia III, l'única construïda a la part oriental del riu Nil (l'est era el domini dels morts i, per tant, no era habitual construir monuments funeraris al costat oriental del riu). També s'han trobat algunes restes d'utensilis, i l'entrada de la tomba de Nefersekheru (períodes de les dinasties XVIII i XIX). Aquesta àrea se sovint esmentada com Kom al-Ahmar (Turó vermell)